# 苏希耶盖农村居民点
苏希耶盖农村居民点（俄语：Сухогаёвское сельское поселение）是俄罗斯联邦沃罗涅日州上哈瓦区所属的一个农村居民点。其下辖有6个居民点，行政中心为苏希耶盖。据2016年统计，该农村居民点的人口为615人。